# São Mateus (Madalena)
São Mateus is een plaats (freguesia) in de Portugese gemeente Madalena en telt 847 inwoners (2001). De plaats ligt op het eiland Pico, onderdeel van de Azoren.